# Park Zdrojowy im. Henryka Wieniawskiego w Szczawnie-Zdroju
Park Zdrojowy im. Henryka Wieniawskiego w Szczawnie-Zdroju – park zdrojowy w Szczawnie-Zdroju, znajdujący się w uzdrowiskowej części miasta i urządzony w stylu angielskim. W parku odbywa się m.in. festiwal Henryka Wieniawskiego.

## Historia
Park założono w r. 1812 na polecenie dr. Augusta Zemplina a rozbudowę rozpoczęto w latach trzydziestych XIX w., w roku 1844 jego powierzchnia liczyła 3 ha, głównie w pobliżu budynków kuracyjnych. W granicach parku mieściła się również wieża neogotycka wzniesiona w 1817 r., a upamiętniająca księżną Annę von Hochberg. Park przearanżowano i rozbudowano w drugiej połowie XIX w., przedzielając promenadę aleją, budując muszlę koncertową. Zwiększono powierzchnię parku do 130 ha, anektując m.in. Wzgórze Gedymina. Park przebudowano po drugiej wojnie światowej.

## Obiekty na terenie parku
- pijalnia wód mineralnych
- drewniana hala spacerowa
- muszla koncertowa
- pomnik Henryka Wieniawskiego
- kaskada wodna
- pomnik psa ks. Jerzego II Brzeskiego[3]

## Roślinność
Na terenie parku znajduje się 38 odmian i gatunków drzew i krzewów iglastych i 89 liściastych. Rosną tu drzewa sprowadzone m.in. z Ameryki Północnej, Azji oraz Europy południowe. Do gatunków rzadkich spotykanych w parku należą: jodła szlachetna, modrzew chiński, sosna żółta, korkowiec amurski, choina różnolistna, cypryśnik błotny, miłorząb dwuklapowy, skrzydłorzech kaukaski i inne. Wśród osobliwości dendrologicznych znaleźć można cypryśnik błotny, aktinidię ostrolistną, halezję karolińską, grujecznika japońskiego, tulipanowca amerykańskiego

## Szlaki turystyczne
Przez park przebiegają następujące szlaki turystyczne:
- Zamek Książ, Chełmiec, Wałbrzych